# Bernardo Cabral
José Bernardo Cabral GCIH • GOMM (Manaus, 27 de março de 1932) é um professor, advogado, psicólogo e político brasileiro filiado ao União Brasil (UNIÃO). Foi ministro da Justiça e da Agricultura durante o governo Collor. Pelo Amazonas, foi senador, deputado federal durante dois mandatos, secretário do Interior e do Gabinete Civil durante os governos Plínio Coelho e Gilberto Mestrinho e deputado estadual.

## Biografia
É filho de Antônio Bernardo Andorinha e de Cecília Cabral Bernardo. Formou-se em Direito pela Faculdade de Direito da Universidade Federal do Amazonas, com curso de especialização em processo civil pela Universidade Católica Portuguesa; possui diversos trabalhos publicados na área.
Foi um dos fundadores do extinto MDB, pelo que foi eleito deputado federal nas eleições de 1966 e vice-líder, até seu mandato ser cassado pelo AI-5, de 13 de dezembro de 1968. Em 10 de fevereiro de 1969, teve suspensos, seus direitos políticos por dez anos e interrompida a sua carreira de professor universitário, em virtude de sua atuação parlamentar às vésperas da edição do respectivo Ato Institucional - publicação nos jornais "Jornal do Brasil" e "Diário de Notícias", do Rio de Janeiro, no dia 19 de dezembro de 1968.

## Constituinte
Em 1987, após a sua eleição para deputado federal pelo PMDB, foi eleito, em votação realizada na bancada do partido, para relator da Assembleia Constituinte de 1987. Posteriormente, foi destituído da relatoria, tendo em seu lugar assumido o deputado José Lins, pelo Ceará, este no qual relator do anteprojeto promovido pelo chamado "centrão".[carece de fontes?]

## Governo Collor
Tornou-se, em 15 de março de 1990, Ministro da Justiça do governo de Fernando Collor de Mello, cargo que ocupou até 13 outubro do mesmo ano. Também por poucos dias interinamente o Ministério da Agricultura. Sua saída do cargo foi motivada pelo suposto romance que manteve com a então ministra da economia Zélia Cardoso de Melo.
Em agosto de 1990, Cabral foi condecorado por Collor com a Ordem do Mérito Militar no grau de Grande-Oficial especial. Em 19 de outubro, foi agraciado com a Grã-Cruz da Ordem do Infante D. Henrique de Portugal.
Em 1994, foi eleito senador pelo Amazonas, então filiado ao PP. Tentou reeleger-se em 2002, pelo PFL, porém sem êxito.

## Vida pessoal
Casado com Zuleide Cabral, seu filho Júlio Cabral foi deputado federal por Roraima (1995-1999).
Cabral é acadêmico titular da Academia Amazonense de Letras, na cadeira nº 1, eleito em 18 de setembro de 1982 e recebido em 9 de fevereiro de 1983.
Em junho de 2013 foi lançado livro biográfico "Bernardo Cabral – Um Estadista da República", de Júlio Antônio Lopes.